# 고질라 14 - 고질라 대 메가론
고질라 14 - 고질라 대 메가론(Godzilla Vs. Megalon)은 일본에서 제작된 후쿠다 준 감독의 1973년 영화이다. 사사키 카츠히코 등이 주연으로 출연하였고 타나카 토모유키 등이 제작에 참여하였다.

## 출연

### 주연
- 사사키 카츠히코
- 카와세 히로유키
- 하야시 유타카
- 토미타 코타로
- 로버트 던햄

### 조연
- 사츠마 켄파치로
- 다카기 신지

## 제작진
- 원작자: 키무라 타케시
- 미술: 혼다 요시후미